# 霍勇 (1958年)
霍勇（1958年8月—），男，汉族，河北人，中华人民共和国政治人物，中国民主促进会会员。现任北京大学第一医院心内科主任，主任医师，教授，博士生导师。第十二届、第十三届、第十四届全国政协委员。